# 11756 Джинпаркер
11756 Джинпаркер (11756 Geneparker) — астероїд головного поясу, відкритий 24 вересня 1960 року.
Тіссеранів параметр щодо Юпітера — 3,611.